# 夢源氏剣祭文
『夢源氏剣祭文』（ゆめげんじつるぎのさいもん）は、小池一夫による小説作品。

## 概要
1993年、平安建都1200年を記念して毎日新聞朝刊で毎週日曜日の最終面に一年間に渡り連載され絶賛された（「スーパー御伽草子」というのは当時の謳い文句、キャッチコピーである）。また、日本画の重鎮であった森田曠平による挿画・挿絵も話題となった（森田にとっては、この挿画が遺作となった）。単行本は1995年に上下巻で出版されたが、2016年に漫画家の高橋留美子による挿画で合本が毎日新聞出版のミューノベルというライトノベル系レーベルから新たに出版されている。
1998年、NHK-FM放送で、仲代達矢のナレーションでラジオドラマ化された。
皇なつき作画で漫画化され、「時代劇漫画 刃-JIN-」（小池書院）2006年10月号から連載されたが同誌が休刊。2012年6月26日に創刊された『サムライエース』（角川書店）で連載が決定したが、同誌も2013年12月26日をもって休刊となり、再び連載は中断した。

## あらすじ
「手柄を立てる」と都へ旅立った父に会いに、母と共に都へ向かっていた茨木（いばらき）。道中、母が亡くなり、鬼の黒蔵主に追いかけられた茨木は、命からがら逃げるが耳を食いちぎられてしまう。
「鬼に噛まれた者は、鬼の毒で自身も鬼になる」
少しずつ鬼に変化していく自分を感じながら、4歳の少女の旅が始まる。

## ラジオドラマ
NHKラジオ第1放送 ラジオ深夜便にて、特集ドラマとして1995年11月13日から17日にかけて全5話が放送された後、再編集を経て、NHK-FM放送 青春アドベンチャー枠で1998年10月26日から11月6日に渡り全10回で再放送された。

### 出演
- 仲代達矢 - ナレーション
- 半田美保子 - 茨木（幼少時）
- 皆口裕子 - 茨木
- 香月弥生 - 茨木の母
- 木場勝己 - 黒蔵主・渡辺綱
- 新村礼子 - 山姥
- こねり翔 - 金太郎
- 今福将雄 - 加茂忠行
- 松田洋治 - 安倍晴明
- 内山森彦 - 袴垂
- 津田匠子 - 八百比丘尼
- ドン貫太郎 - 朱天太夫
- 大山尚雄 - 藤原秀郷
- 今井朋彦 - 碓井貞光
- 郷里大輔 - （芦屋）道摩
- 岩本多代 - 媼、壹子
- 上田忠好 - 藤原兼家
- 車宗光 - 藤原道長
- 豊川潤 - 源頼光

### スタッフ
- 脚色：湯本香樹実
- 演出：千葉守
- 選曲：栗山和樹
- 技術：大塚豊
- 効果：若林宏
- 制作統括：松本順

## 漫画
2006年、皇なつき作画で『時代劇漫画 刃-JIN-』（小池書院）2006年10月号より漫画化。
原作を読了した皇は、漫画化に当たり、「普通の漫画ではなく絵巻物のような作品にしたい」と思い、試行錯誤した。単行本には、「作画」ではなく「絵師」という表記になっている。また、巻数表示は「第一集」という表記である。掲載誌『時代劇漫画 刃-JIN-』が2008年7月号（2008年5月21日発売号）にて休刊になり、未完となっていたが2012年6月26日に創刊した隔月刊誌『サムライエース』（角川書店）に移籍し連載を再開した。中断された部分からの続きではなく第1話からの再録連載であったが、同誌も2013年12月26日をもって休刊となり、再び連載は中断した。
フランス出版業界はこの作品を絶賛し、フランスでの出版も決定した。

## 書籍情報
小説
- 小池一夫 (著)、森田曠平 (イラスト)『夢源氏剣祭文』 上、毎日新聞出版、1995年。ISBN 978-4620105239。
- 小池一夫 (著)、森田曠平 (イラスト)『夢源氏剣祭文』 下、毎日新聞出版、1995年。ISBN 978-4620105246。
- 小池一夫 (著)、高橋留美子 (イラスト)『夢源氏剣祭文【全】』毎日新聞出版、2016年。ISBN 978-4620210094。

漫画
- 小池一夫 (著)、皇なつき (イラスト)『夢源氏剣祭文』 第1集、小池書院、2007年。ISBN 978-4862252326。
- 小池一夫 (著)、皇なつき (イラスト)『夢源氏剣祭文』 1巻、小池書院、2014年。ISBN 978-4041210857。
- 小池一夫 (著)、皇なつき (イラスト)『夢源氏剣祭文』 2巻、小池書院、2014年。ISBN 978-4041210864。